# Skinny Puppy
Skinny Puppy är ett kanadensiskt band i genren industrial som bildades 1982 i Vancouver i British Columbia.

## Historik
Skinny Puppy bildades 1983 av cEvin Key (Kevin Crompton), Nivek Ogre (Kevin Ogilvie) och teknikern/producenten Dave ”Rave” Ogilvie. Till debut-LP:n Remission (1984) tog de med keyboardisten Bill Leeb (alias Wilhelm Schroeder) . Han deltog även på albumet Bites året efter. Då Leeb lämnade bandet ersattes han under inspelningen av albumet Mind: the perpetual intercourse av Dwayne Goettel. Bites drog till sig många fans, och antalet ökade med albumen Mind: the perpetual intercourse (1986), Cleanse, Fold and Manipulate (1987) och VIVIsectVI (1988). Skinny Puppy anses vara en stor influens inom industrial och senare tids techno.
I slutet av 1980-talet började bandmedlemmarna att arbeta med att antal sidoprojekt. Till albumet Rabies (1989) anlitade Ogre Ministrys bandledare Al Jourgensen som producent vilket resulterade i en skiva som fick dålig kritik av både fans och media. Uppföljaren Too Dark Park blev däremot en milsten för industrialgenren. Under inspelningen av albumet Last Rights ökade spänningen mellan bandmedlemmarna (1992) (upphovsrättsproblem uppstod med en Timothy Leary-sampling i låten ”Left Handshake” och det slutade med att låten uteblev från albumet) och tillsammans med kreativa olikheter och drogproblem försvårades samarbetet. Under slutfasen av inspelningen av The Process försvann Goettel med materialet till albumet. Han återfanns död av en överdos heroin hemma hos sina föräldrar i Edmonton 1995 . Nivek Ogre och cEvin Key färdigställde skivan som släpptes 1996; varefter Skinny Puppy upplöstes.

## Politiska engagemang och uppträdanden
Skinny Puppy har alltid engagerat sig i politiska och framförallt djurrättsfrågor och är kända för sina liveuppträdanden som gränsar till renodlad performance. Nivek Ogre har tidigare sagt ”den bästa biten med Skinny Puppy är showerna och filmerna”.

## Återförening
2000 uppträdde Ogre och Key som Skinny Puppy på Doomsday Festival i Dresden och turnerade sedan tillsammans under 2001 för att bygga upp ett stöd för Ogres soloprojekt ohGr. 2003 påbörjade de ett samarbete med bland annat Danny Carey från Tool, för att få till en ny fullängdsskiva med Skinny Puppy. Albumet, som fick namnet The Greater Wrong of the Right släpptes 25 maj 2004.
cEvin Key arbetar även med sidoprojekten Download och Tear Garden, medan Ogre medverkar i  industrialband som KMFDM, Pigface förutom hans eget soloprojekt ohGr.
Skinny Puppy gjorde två turnéer 2004 i samband med albumet The Greater Wrong of the Right, då många uppträdanden blev filmade för att skapa material till DVD:n Greater Wrong of the Right Live.  Det senaste albumet Weapon släpptes 28/5 2013.
I februari 2023 angav bandet indirekt att Skinny Puppy kommer upphöra efter en sista turné, "Last Tour", samma år - "there is no better way to end our run as a group than with a tour celebrating our 40th anniversary".

## Album
- 1983 – Back and Forth (Oberoende utgiven kassett)
- 1984 – Remission
- 1985 – Bites
- 1986 – Mind: The Perpetual Intercourse
- 1987 – Cleanse Fold and Manipulate
- 1988 – VIVIsectVI
- 1989 – Ain't It Dead Yet? (live)
- 1989 – Rabies
- 1990 – Twelve Inch Anthology
- 1990 – Too Dark Park
- 1992 – Last Rights
- 1992 – Back and Forth Series 2 (Återsläppt på cd)
- 1996 – Brap: Back and Forth Series 3 & 4 (3: livematerial, 4: från ”arkivet”)
- 1996 – The Process
- 1999 – The Singles Collect
- 1999 – B-Sides Collect
- 2001 – Doomsday: Back and Forth Series 5 (live från ”Doomsday Festival reunion show”)
- 2002 – Puppy Gristle (från arkivet i begränsad upplaga)
- 2003 – Back and Forth Series 6 (begränsad upplaga)
- 2004 – The Greater Wrong of the Right (live-video utgiven med samma namn[4])
- 2007 – Mythmaker
- 2011 – HanDover
- 2013 - Weapon